# 닌텐도 파워
《닌텐도 파워》(영어: Nintendo Power)는 비디오 게임에 대해 다루는 미국 잡지이며, 본사는 캘리포니아주 샌프란시스코에 위치했다. 초기에는 미국 닌텐도에서 자체적으로 발행했지만, 222호(2007년 12월)부터는 영국 출판사 퓨처 plc의 자회사인 퓨처 US 에 출판권을 넘겼다. 285호를 마지막으로 2012년 12월 11일에 폐간되었다.

## 같이 보기
- 비디오 게임의 역사